# Man or Astro-man?
Man or Astro-man? ist eine 1992 gegründete Surf-Rock-Band aus Auburn (Alabama). Die Band spielt primär instrumentalen Surf Rock und Garage Rock im Stil der 1960er Jahre, den sie mit Elementen aus dem New Wave der 1970er Jahre und Punk-Rock aus den 1980er Jahren kombiniert.
Inhaltlich bedient sich die Band oftmals bei Science-Fiction-B-Movies der 1950er und 1960er Jahre. So stammt der Bandname von einem Filmposter des japanischen Films The Human Vapor aus dem Jahr 1960.

## Geschichte
Man or Astro-man? wurde zu Beginn der 1990er Jahre von drei Studenten gegründet und war sehr stark von Surfmusik-Interpreten wie Dick Dale, Link Wray oder The Ventures beeinflusst. Die Band spielte bereits zu Anfang viele Konzerte im Südosten der USA und begann ihre Musik mit weiteren Stilarten, wie Garage-Rock, New Wave und Punk-Rock zu mischen.
Die Plattenfirma Estrus Records wurde schließlich 1993 auf die Band aufmerksam und bot ihr einen Plattenvertrag an und veröffentlichte das Debütalbum Is it…Man or Astro-Man? und später Destroy All Astro-Men! sowie Project Infinity und einige EPs.
Dank langer Touren und unzähliger Konzerte wurde die Band langsam auch in Europa bekannt und wechselte zu Touch and Go Records, die die Band sehr stark in Europa promotete. So wurde 1996 das in drei Tagen eingespielte Album Experiment Zero als erstes Ergebnis dieser Kooperation produziert und die Band begann, ihren Sound abermals mit neuen Elementen zu bereichern. Der Einsatz von Samples, Eigenbauinstrumenten und elektronischen Geräten bedeuteten eine weitere Veränderung der Band und der Musik.
Es folgten neben vielen Singles 1997 die EP 1000X und das Album Made from Technetium sowie 1999 EEVIAC und im Jahre 2000 die letzte Veröffentlichung auf Touch and Go Records A Spectrum of Infinite Scale. Für die nächsten dreizehn Jahre erfolgten keine neuen Veröffentlichungen, bis die Band 2013 über das Label Communication Vessels das Album Defcon 5…4…3…2…1 herausbrachte und anschließend eine Konzert-Tour folgen ließ.

## Diskografie
Alben
- 1993: Is it... Man or Astro-man? (Estrus Records)
- 1994: Destroy All Astro-Men! (Estrus Records)
- 1995: Project Infinity (Estrus Records)
- 1996: Experiment Zero (Touch and Go Records)
- 1997: Made from Technetium (Touch and Go Records)
- 1999: EEVIAC Operational Index and Reference Guide, Including Other Modern Computational Devices (Touch and Go Records)
- 2000: A Spectrum of Infinite Scale (Touch and Go Records)
- 2013: Defcon 5...4...3...2...1 (Communication Vessels)